# أنت كوفمن
أَنِت كَوفمَن (مواليد 23 حزيران/يونيو 2006) لاعبة كرة طاولة ألمانية. مثّلت ألمانيا في دورة الألعاب الأولمبية الصيفية 2024. أصبحت في العام ذاته أول لاعبة أوربية تفوز بلقب فردي الفتيات تحت 19 عامًا في بطولة العالم للشباب.